# Ikväll får 80 svenskar gonorré
Ikväll får 80 svenskar gonorré är en svensk reklam- och sexualupplysningskampanj från RFSU, Riksförbundet för sexuell upplysning.
Kampanjen lanserades 1969 och byggde på statistik. I inledningsfasen förekom annonsering på stortavlor med följande text: Ikväll får 80 svenskar gonorré. Kondom är det enda preventivmedel som skyddar! RFSU. Gunnar Fältman, Kaj Malmén och Jack Wahl vid reklambyrån Fältman & Malmén stod för kampanjens kreativa del. För detta belönades de med ett guldägg 1970.
När det statistiska underlaget förändrades ändrades även reklamtexten för att reflektera detta. I början av 70-talet hade spridningstakten ökat och texten ändrades till "Ikväll får 107 svenskar gonorré". Senare skulle Sven Melanders rollfigur "Berra" i filmen Sällskapsresan från 1980 bära en t-shirt med denna text.
Fältman & Malmén fortsatte göra liknande reklam för RFSU. År 1983 förekom exempelvis reklam med meddelandet "Klamydia. Lömskare än gonorré.".

## Källhänvisningar
1. ↑  http://www.rfsu.se/sv/Sex--relationer/Konssjukdomar-och-hiv/
2. ↑  Guldäggsvinnare 70-talet, Kommbloggen, 27 april 2011